# Nadejda Loujine
Nadejda Loujine est une chorégraphe française spécialiste de danses traditionnelles et danses de caractère.

## Biographie
Formée en France auprès d'Olga Stens, puis au Ballet national d'Ukraine, Nadejda Loujine, fonde en 1983 sa première compagnie les Romani, puis crée en 1994 sa compagnie « La Geste du loup gris ». Professeur à l’École du Ballet de l'Opéra national de Paris de 1992 à 1996, elle enseigne aujourd'hui à la Gelsey Kirkland Academy de New York. Elle a été invitée à l'École du Joffrey Ballet de New York en 2011.

## Principales chorégraphies
- 1983 : Le Long Chemin, compagnie Romani
- 1995 : Baba Yaga, compagnie La geste du loup gris
- 1997 : L'Aigle de Vaspourakan, compagnie La geste du loup gris
- 2002 : Le Rêve d'une cariatide, compagnie La geste du loup gris

### Chorégraphies de productions théâtrales et d'opéras
- 1981 : 48e Gala de l'Union des artistes
- 1982 : spectacle pour  le centenaire du Musée Grévin
- 1991 : conseillère chorégraphique pour les Atrides, au Théâtre du Soleil, mise en scène d'Ariane Mnouchkine, musique Jean-Jacques Le Mêtre.
- 1992 : La Dame de pique de Piotr Illich Tchaïkovsky à l'Opéra de Barcelone
- 1993 : l'Orféo de Monteverdi pour l'Opéra de Barcelone
- 1993 : Roland de Lully, théâtre des Champs-Élysées, avec René Jacobs, mise en scène Gilbert Deflo
- 2003 : La Dame de pique à l'Opéra de Barcelone, mise en scène Gilbert Deflo, direction musicale Cyril Petrenko
- 2004 : L'Hiver sous la table de Roland Topor, mise en scène Zabou Breitman
- 2005 : Pomogui mise en scène Catherine Fantou-Gournay
- 2006 : Samuel, dans l'ile de Jean-Claude Deret
- 2007 : Poker, mise en scène Sonia Vollereaux, Comédie de Paris
- 2011 : Le Chant des frênes, mise en scène Marc Zviguilsky, théâtre de l'Île-Saint-Louis
- 2011 : conseillère chorégraphique auprès d'Ariane Mnouchkine et du Théâtre du Soleil, pour la pièce Les Naufragés du fol espoir
- 2011 : conseillère de Jean-Guillaume Bart pour les danses de caractère du ballet La Source création de l'Opéra national de Paris

## Ouvrages publiés
- Danse de caractère, Nadejda Loujine, Gérard Madillian et Suzanne de Soye, éditions Amphora, 1987
- La Danse de caractère, une mémoire enfouie, Nadejda Loujine, Danser n° 270, janvier 2012.

## Prix et distinctions
- Chevalier des Arts et des Lettres en 1992.